# اليوم (برنامج تلفزيوني)
اليوم هو برنامج تلفزيوني في قناة الحرة يبث من استوديواتها في واشنطن وبيروت والقاهرة والقدس. يقدم البرنامج باسل صبري ولبنى ذيب من واشنطن ومنى وهبي من بيروت وعاصم أبو الغار وإيمان حداد من القدس و.... من دبي، ويقدم طوني نداف وجو الخولي فقرة بي-لينك B-Link. يُبث من الأحد إلى الخميس من 16:00 إلى 19:00 بتوقيت غرينيتش ويدوم ثلاث ساعات.